# Kopparglansmossa
Kopparglansmossa (Platygyrium repens) är en bladmossart som beskrevs av W. P. Schimper in B.S.G. 1851. Enligt Catalogue of Life ingår Kopparglansmossa i släktet Platygyrium och familjen Hypnaceae, men enligt Dyntaxa är tillhörigheten istället släktet Platygyrium och familjen Pylaisiadelphaceae. Arten är reproducerande i Sverige. Inga underarter finns listade i Catalogue of Life.